# 8237 Констебль
8237 Констебль (8237 Constable) — астероїд головного поясу, відкритий 17 жовтня 1960 року.
Тіссеранів параметр щодо Юпітера — 3,622.